# Hurstbourne Acres
La ville de Hurstbourne Acres est située dans le comté de Jefferson, dans le Commonwealth du Kentucky, aux États-Unis. Sa population, qui s’élevait à 1 811 habitants lors du recensement de 2010, est estimée à 1 899 habitants en 2018.

## Source
- (en) Cet article est partiellement ou en totalité issu de l’article de Wikipédia en anglais intitulé « Hurstbourne Acres, Kentucky » (voir la liste des auteurs).

1. ↑  (en) « Population and Housing Unit Estimates » (consulté le 31 décembre 2019)
2. ↑  (en) « Census of Population and Housing », Census.gov (consulté le 4 juin 2015)